# Station Gliwice Łabędy
Station Gliwice Łabędy is een spoorwegstation in de Poolse plaats Gliwice.